# Аутограф
Аутограф (лат. autogrăphus, грч. αὐτόγραφος) је изворни, оригинални рукопис. Према Душану Иванићу чине га: предрадње (грађа, или подстицај за писање); изводи из постојећих извора; нацрти (садрже основне идеје, тематско-сижејни оквир); концепти (облик близак коначној редакцији); чистопис (чист препис, мада су и у њему могуће исправке и варијанте); ауторска копија (ауторов препис завршеног дела); квазиманускрипт (прерада штампаног примерка); типоскрипт (машинопис или компјутерска копија, без јасних назнака ауторизације, сем евентуалног потписа).

## Аутограф ван оквира књижарства
Аутограф преставља својеручни рукопис, особито истакнутих личности. Аутографи су сакупљани најпре у Француској у 16. веку, а затим и у другим земљама. Збирке аутографа чувају се у библиотекама или у архивима. У литератури од 16. до 18. века аутографима се често називају књиге које су штампане под надзором самог аутора. Такође, према Милану Вујаклији може имати значење машине за умножавање рукописа.